# Dolichopus gaigei
Dolichopus gaigei är en tvåvingeart som beskrevs av Steyskal 1973. Dolichopus gaigei ingår i släktet Dolichopus och familjen styltflugor.
Artens utbredningsområde är Washington. Inga underarter finns listade i Catalogue of Life.